# Jaime Bonilla Valdez
Jaime Bonilla Valdez (Tijuana, Baja California; 9 de junio de 1950) es un empresario y político mexicano, miembro del Partido del Trabajo. Fue gobernador de Baja California entre 2019 y 2021.
Anteriormente, fue senador de la República por Baja California entre septiembre y diciembre de 2018, y al que volvió en marzo de 2022 tras concluir su periodo como gobernador. El PT lo nombró comisionado político nacional en Baja California.

## Vida personal
Hijo de un médico militar y de una ama de casa. Nació y creció en la colonia Libertad de la ciudad de Tijuana, Baja California. Comenzó su vida laboral desde temprana edad vendiendo de puerta en puerta plantas y programas del hipódromo de la ciudad.
Aunque en distintos portales oficiales manejan la información de haber estudiado Ingeniería Industrial, la misma Universidad Nacional Autónoma de México desmintió eso. Según su biografía, estudió la maestría en Administración Pública en la San Diego National University, consiguió posicionarse como líder industrial maquilador en la ciudad de Tijuana, lo que lo llevó a ser presidente de la inmobiliaria de fomento industrial IIFISA de 1980 a 2012, y de la constructora de edificaciones Conesa de 1980 a 1983.
Mientras su trabajo se consolidaba en el sector industrial del estado, fungió como director general del club de béisbol profesional Potros de Tijuana de 1982 a 1985, y fue dueño del club de 1987 a 1988, año en el cual el equipo consiguió el campeonato de la Liga Mexicana del Pacífico.
De 1984 a 1998 fue director general del Diario Baja California, su primera incursión en los medios de comunicación. A partir de esta oportunidad, fundó Pacific Spanish Network, que más tarde se convertiría en PSN Primer Sistema de Noticias, un consorcio informativo que incluye cinco estaciones radiofónicas, una concesionaria de televisión y una plataforma web. 

## Trayectoria política
En el año 2000 Jaime Bonilla, quien en ese momento tenía la doble nacionalidad (mexicana y estadounidense), se lanzó también como candidato para ser el director del Distrito de Agua de Otay, en Chula Vista, California, cargo que desempeñó de 2001 a 2012, luego de resultar reelecto en 2004 y 2008.
Tras renunciar a la ciudadanía estadounidense, del 2012 al 2015 sirvió como diputado por la LXII Legislatura del Congreso de la Unión, donde se desempeñó como Presidente de la Comisión de Asuntos Frontera Norte e Integrante de las comisiones de Comunicaciones y de Defensa Nacional.
En el 2018 fue candidato al Senado por Baja California por la coalición Juntos Haremos Historia conformada por Movimiento Regeneración Nacional (Morena), el Partido Encuentro Social (PES) y el Partido del Trabajo (PT). Después de las elecciones, los resultados preliminares resultó ser ganador de la Senaduría, donde se desempeñó como Presidente de la Comisión de Asuntos Fronterizos y Migratorios e Integrante de la Comisión de Economía hasta que en diciembre de 2018 solicitó licencia para ser Coordinador Estatal del Gobierno Federal y luego contender por la gubernatura del Estado de Baja California.

### Elecciones Estatales de Baja California de 2019
El 2 de junio de 2019 fue elegido gobernador del estado de Baja California como candidato por la coalición 'Juntos Haremos Historia en Baja California' con el 50.3% de los sufragios. El 1 de noviembre de 2019 rindió protesta para iniciar su mandato como gobernador constitucional.

### Gobernador de Baja California (2019-2021)
El 11 de mayo de 2020, la Suprema Corte de Justicia de la Nación declaró inconstitucional la llamada "Ley Bonilla", una reforma a la Constitución local del Estado de Baja California que extendía el mandato de dos a cinco años, por lo que su período como Gobernador concluyó el 31 de octubre de 2021.

### Trayectoria posterior
El 5 de enero de 2022, el Partido Acción Nacional (PAN) en Baja California presentaba una denuncia penal contra Jaime Bonilla ante la Fiscalía General de la República, por los presuntos delitos de peculado, abuso de autoridad y uso ilícito de facultades. Se le acusa de retención de cientos de millones de pesos de fondos federales, correspondientes a ayuntamientos.
Una vez concluido su periodo como Gobernador constitucional de Baja California, Bonilla Valdez regresó al Senado de la República en marzo de 2022 para concluir su periodo como legislador. Aludiendo un impedimento legal que le impedía volver al cargo tras su paso por la gubernatura, el Partido Acción Nacional de Baja California presentó una demanda ante la sala regional de Guadalajara del Tribunal Electoral del Poder Judicial de la Federación, misma que declaró nula la posibilidad de ocupar nuevamente a su curul. Sin embargo, el 10 de agosto de 2022 la Sala Superior del Tribunal Electoral del Poder Judicial de la Federación declaró nula esta resolución, argumentando que la dirigencia local del PAN no tenía facultades para hacer esa impugnación, [2] por lo que Bonilla Valdez regresó a sus funciones en el Senado.
La sociedad propietaria de PSN, Media Sports de México SA de CV, fue embargada en enero de 2022 por orden de la Junta Federal de Conciliación y Arbitraje tras resolución laboral en favor de la periodista Lourdes Maldonado por despido improcedente ocurrido nueve años atrás. Dicho embargo se decretaba con el fin de asegurar el pago de las indemnizaciones a la demandante hasta que Media Sports presente la documentación fiscal y salarial de sus empleados ante la Secretaría de Hacienda y Crédito Público.  Lourdes Maldonado fue asesinada unos días después de la decisión, el 24 de enero. Sin embargo, a pesar de la especulación, los tres responsables de su asesinato fueron aprehendidos y sentenciados a prisión el 26 de octubre de 2022, y fueron señalados por la investigación como miembros del Cártel Arellano Félix. [3] [4]